# 03-XX
Classificazione delle ricerche matematiche: sezioni di livello 1

00-XX 01 03 05 06 08 | 11 12 13 14 15 16 17 18 19 20 22 | 26 28 30 31 32 33 34 35 37 39 40 41 42 43 44 45 46 47 49 | 
 51 52 53 54 55 57 58 | 60 62 65 68 | 70 74 76 78 | 80 81 82 83 85 86 | 90 91 92 93 94 97-XX
03-XX è la sigla della sezione di livello 1 dello schema di classificazione MSC dedicata alla logica matematica e ai fondamenti della matematica.
Questa pagina presenta la struttura ad albero delle sottocategorie dei livelli intermedio e dettagliato della suddetta sezione.

## 03-XX
logica matematica e fondamenti
- 03-00 opere di riferimento generale (manuali, dizionari, bibliografie ecc.)
- 03-01 esposizione didattica (libri di testo, articoli tutoriali ecc.)
- 03-02 presentazione di ricerche (monografie, articoli di rassegna)
- 03-03 opere storiche {!va assegnato almeno un altro numero di classificazione della sezione 01-XX}
- 03-04 calcolo automatico esplicito e programmi (non teoria della computazione o della programmazione)
- 03-06 atti, conferenze, collezioni ecc.

## 03Axx
aspetti filosofici della logica e dei fondamenti
- 03A05 lavori filosofici e critici {per la filosofia della matematica, vedi 00A30}
- 03A10 logica nella filosofia della scienza
- 00a99 argomenti diversi dai precedenti, ma in questa sezione

## 03Bxx
logica generale
- 03B05 logica proposizionale classica
- 03B10 logica classica del primo ordine
- 03B15 logica di ordine superiore e teoria dei tipi
- 03B20 sottosistemi della logica classica (inclusa la logica intuizionistica)
- 03B22 sistemi deduttivi astratti
- 03B25 decidibilità di teorie e di insiemi di sentenze [vedi anche 11U05, 12L05, 20F10]
- 03B30 fondamenti delle teorie classiche (inclusa la matematica inversa) [vedi anche 03F35]
- 03B35 meccanizzazione di dimostrazioni e di operazioni logiche [vedi anche 68T15]
- 03B40 logica combinatoria e lambda-calcolo [vedi anche 68N18]
- 03B42 logica della conoscenza e delle opinioni (incluso il cambiamento di opinione)?
- 03B44 logica temporale
- 03B45 logica modale (inclusa la logica delle norme) {per conoscenza ed opinioni, vedi 03B42; per la logica temporale, vedi 03B44; per la logica della dimostrabilità, vedi anche 03F45}
- 03B47 logica substrutturale (incluse rilevanza, inevitabilità? consequenziale, logica lineare, calcolo di Lambek, logiche BCK e BCI) {per gli aspetti di teoria della dimostrazione, vedi 03F52}
- 03B48 probabilità e logica induttiva [vedi anche 60A05]
- 03B50 logica a molti valori
- 03B52 logica sfumata; logica della vaghezza [vedi anche 68T27, 68T37, 94D05]
- 03B53 logiche paraconsistenti
- 03B55 logiche intermedie
- 03B60 altre logiche non classiche
- 03B62 logiche combinate
- 03B65 logica dei linguaggi naturali [vedi anche 68T50, 91F20]
- 03B70 logica nell'informatica [vedi anche 68-XX]
- 03B80 altre applicazioni della logica
- 03B99 argomenti diversi dai precedenti, ma in questa sezione

## 03Cxx
teoria dei modelli
- 03C05 classi equazionali, algebra universale [vedi anche 08Axx, 18C05]
- 03C07 proprietà di base dei linguaggi e delle strutture del primo ordine
- 03C10 eliminazione dei quantificatori, completezza del modello e argomenti collegati
- 03C13 strutture finite [vedi anche 68Q15, 68Q19]
- 03C15 strutture numerabili
- 03C20 ultraprodotti e costruzioni collegate
- 03C25 forzatura?forcing di teoria dei modelli
- 03C30 altre costruzioni di modelli
- 03C35 categoricità e completezza delle teorie
- 03C40 interpolazione, preservazione, definibilità
- 03C45 teoria della classificazione, stabilità e concetti collegati
- 03C48 classi astratte elementari e argomenti collegati [vedi anche 03C45]
- 03C50 modelli con proprietà speciali (modelli saturati, modelli rigidi ecc.)
- 03C52 proprietà di classi di modelli
- 03C55 teoria dei modelli basata? sulla teoria degli insiemi
- 03C57 teoria dei modelli effettiva e basata sulla teoria della ricorsione [vedi anche 03D45]
- 03C60 algebra basata sulla teoria dei modelli [vedi anche 08C10, 12Lxx, 13L05]
- 03C62 modelli dell'aritmetica e della teoria degli insiemi [vedi anche 03Hxx]
- 03C64 teoria dei modelli delle strutture ordinate; o-minimalità
- 03C65 modelli di altre teorie matematiche
- 03C68 altri temi della teoria dei modelli classica del primo ordine
- 03C70 logica su insiemi ammissibili
- 03C75 altri temi di logica infinitaria
- 03C80 logica con quantificatori ed operatori extra?aggiuntivi [vedi anche 03B42, 03B44, 03B45, 03B48]
- 03C85 teoria dei modelli del second'ordine e di ordine superiore
- 03C90 modelli non classici (a valori booleani, su fasci ecc.)
- 03C95 teoria dei modelli astratta
- 03C98 applicazioni della teoria di modelli [vedi anche 03C60]
- 03C99 argomenti diversi dai precedenti, ma in questa sezione

## 03Dxx
computabilità e teoria della ricorsione
- 03D03 sistemi di Thue, sistemi di Post ecc.
- 03D05 automi e grammatiche formali in connessione con questioni di logica [vedi anche 68Q45, 68Q70, 68R15]
- 03D10 macchine di Turing e nozioni collegate [vedi anche 68Q05]
- 03D15 complessità della computazione [vedi anche 68Q15, 68Q17]
- 03D20 funzioni e relazioni ricorsive, gerarchie subricorsive
- 03D25 insiemi e gradi ricorsivamente (computabilmente) enumerabili
- 03D28 altre strutture di grado di Turing
- 03D30 altri gradi e riducibilità
- 03D32 casualità algoritmica e dimensione algoritmica [vedi anche 68Q30]
- 03D35 indecidibilità e gradi di insiemi di enunciati
- 03D40 problemi della parola ecc. [vedi anche 06B25, 08A50, 20F10]
- 03D45 teoria delle numerazioni, strutture effettivamente presentate [vedi anche 03C57] {per approcci intuizionisti e similari, vedi 03F55}
- 03D50 tipi di equivalenze ricorsive di insiemi e strutture, isole?
- 03D55 gerarchie
- 03D60 teoria della computabilità e della ricorsione su ordinali, su insiemi ammissibili ecc.
- 03D65 teoria della ricorsione di tipo superiore e sugli insiemi
- 03D70 definibilità induttiva
- 03D75 teoria della computabilità e della ricorsione astratte ed assiomatiche
- 03D78 computazioni sui reali {per gli aspetti costruttivi, vedi 03Fxx}
- 03D80 applicazioni della computabilità e della teoria della ricorsione
- 03D99 argomenti diversi dai precedenti, ma in questa sezione

## 03Exx
teoria degli insiemi
- 03E02 relazioni di partizione
- 03E04 insiemi ordinati e loro cofinalità; teoria pcf
- 03E05 altri temi di teoria combinatoria degli insiemi
- 03E10 numeri ordinali e cardinali
- 03E15 teoria descrittiva degli insiemi [vedi anche 28A05, 54H05]
- 03E17 caratteristiche cardinali del continuo
- 03E20 altri temi di teoria classica degli insiemi (incluse funzioni, relazioni ed algebra degli insiemi)
- 03E25 assioma della scelta e proposizioni collegate
- 03E30 assiomatica della teoria classica degli insiemi e di sui frammenti
- 03E35 risultati di consistenza e di indipendenza
- 03E40 altri aspetti del forcing? e modelli a valori booleani
- 03E45 modelli interni, incluse costruibilità, definibilità ordinale e modelli di nocciolo?
- 03E47 altri nozioni di definibilità nell'ambito della teoria degli insiemi
- 03E50 ipotesi del continuo ed assioma di Martin
- 03E55 cardinali grandi
- 03E57 assolutezza generica e assiomi di forcing? [vedi anche 03E50]
- 03E60 principi di determinatezza
- 03E65 altre ipotesi ed assiomi
- 03E70 teorie degli insiemi non classiche e del second'ordine
- 03E72 teoria degli insiemi sfumati
- 03E75 applicazioni della teoria degli insiemi
- 03E99 argomenti diversi dai precedenti, ma in questa sezione

## 03Fxx
teoria della dimostrazione e matematica costruttiva
- 03F03 teoria della dimostrazione, generale
- 03F05 eliminazione dei tagli? e teoremi di forma normale
- 03F07 struttura delle dimostrazioni
- 03F10 funzionali nella teoria della dimostrazione
- 03F15 ordinali ricorsivi e notazioni ordinali
- 03F20 complessità delle dimostrazioni
- 03F25 consistenza relativa ed interpretazioni
- 03F30 aritmetica del primo ordine e suoi frammenti
- 03F35 aritmetica del secondo ordine e di ordini superiori e suoi frammenti [vedi anche 03B30]
- 03F40 numerazioni di Gödel in teoria della dimostrazione
- 03F45 logica della dimostrabilità ed algebre collegate (e.g. algebre diagonalizzabili) [vedi anche 03B45, 03G25, 06E25]
- 03F50 metamatematica dei sistemi costruttivi
- 03F52 logica lineare ed altre logiche substrutturali [vedi anche 03B47]
- 03F55 matematica intuizionistica
- 03F60 analisi costruttiva e ricorsiva [vedi anche 03B30, 03D45, 26E40, 46S30, 47S30]
- 03F65 altre matematiche costruttive [vedi anche 03D45]
- 03F99 argomenti diversi dai precedenti, ma in questa sezione

## 03Gxx
logica algebrica
- 03G05 algebre di Boole [vedi anche 06Exx]
- 03G10 reticoli e strutture collegate [vedi anche 06Bxx]
- 03G12 logica quantistica [vedi anche 06C15, 81P10]
- 03G15 algebre cilindriche e poliadiche; algebre di relazioni
- 03G20 algebre di Lukasiewicz e di Post [vedi anche 06D25, 06D30]
- 03G25 altre algebre collegate alla logica [vedi anche 03F45, 06D20, 06E25, 06F35]
- 03G27 logica algebrica astratta
- 03G30 logica categoriale, topoi [vedi anche 18B25, 18C05, 18C10]
- 03G99 argomenti diversi dai precedenti, ma in questa sezione

## 03Hxx
modelli non standard
[vedi anche 03C62]
- 03H05 modelli non standard in matematica [vedi anche 26E35, 28E05, 30G06, 46S20, 47S20, 54J05]
- 03H10 altre applicazioni dei modelli non standard (in economia, in fisica ecc.)
- 03H15 modelli non standard dell'aritmetica [vedi anche 11U10, 12L15, 13L05]
- 03H99 argomenti diversi dai precedenti, ma in questa sezione